# ثوم هنري
ثوم هنري (الاسم العلمي: Allium henryi) هو نوع من النباتات يتبع جنس الثوم من فصيلة النرجسية. سمي هذا النوع نسبةً إلى عالم النبات اسكتلندي أوغسطين هنري.